# Буштрање (Врање)
Буштрање је насељено место града Врања у Пчињском округу. Према попису из 2022. било је 330 становника (према попису из 1991. било је 592 становника).

## Прошлост
Радила је почетком 20. века српска основна школа у месту. Њено отварање је тражио народни посланик Тома Јовановић 1891. године на заседању одбора Народне скупштине у Београду. Тада је Буштрање велико и напредно село, које је могло одмах дати 100 ђака у школу. Становници су бистроумни, жељни образовања и деца им одлазе далеко од куће да се школују. Министар просвете Андра Николић је подржао захтев и ускоро је требало да се отвори школа у том месту на граници. Сменило се до Првог светског рата неколико учитеља: Јован Поповић (1906), Манојло Сентић (1908-1909), Тихомир Николић (1909), Вељко Николић (1911), Радуле Јанковић (до 1912), Павле Миловановић из Добановаца у Срему (1914).
У месту је у првој половини 19. века било окупљалиште за српске комите. Ту се од 1903. године налазила "четничка кућа" или касарна. Код Буштриња се масовно прелазила илегално граница, током комитске акције. Године 1903. у јесен прелаз преко границе четницима помагао је председник општине Пера Поповић са неколико сељана који су били "путовође". Комите њих 20 је водио капетан Рафајловић из Врања.

## Демографија
У насељу Буштрање живи 389 пунолетних становника, а просечна старост становништва износи 43,7 година (40,8 код мушкараца и 46,5 код жена). У насељу има 150 домаћинстава, а просечан број чланова по домаћинству је 3,25.
Ово насеље је великим делом насељено Србима (према попису из 2002. године), а у последња три пописа, примећен је пад у броју становника.
|  |

| Демографија | Демографија | Демографија |
| Година      | Становника  | Становника  |
| ----------- | ----------- | ----------- |
| 1948.       | 1.080       |             |
| 1953.       | 1.119       |             |
| 1961.       | 1.029       |             |
| 1971.       | 822         |             |
| 1981.       | 667         |             |
| 1991.       | 592         | 584         |
| 2002.       | 487         | 497         |

| Етнички састав према попису из 2002.‍ | Етнички састав према попису из 2002.‍ | Етнички састав према попису из 2002.‍ | Етнички састав према попису из 2002.‍ | Етнички састав према попису из 2002.‍ |
| ------------------------------------ | ------------------------------------ | ------------------------------------ | ------------------------------------ | ------------------------------------ |
|                                      |                                      |                                      |                                      |                                      |
| Срби                                 | Срби                                 |                                      | 484                                  | 99,38%                               |
| Македонци                            | Македонци                            |                                      | 3                                    | 0,61%                                |
| непознато                            | непознато                            |                                      | 0                                    | 0,0%                                 |

| Година пописа     | 1948. | 1953. | 1961. | 1971. | 1981. | 1991. | 2002. |
| ----------------- | ----- | ----- | ----- | ----- | ----- | ----- | ----- |
| Број домаћинстава | 201   | 202   | 207   | 190   | 183   | 186   | 150   |

| Број чланова      | 1  | 2  | 3  | 4  | 5  | 6  | 7 | 8 | 9 | 10 и више | Просек |
| ----------------- | -- | -- | -- | -- | -- | -- | - | - | - | --------- | ------ |
| Број домаћинстава | 31 | 42 | 19 | 15 | 17 | 16 | 8 | 0 | 2 | 0         | 3,25   |

| Пол    | Укупно | Неожењен/Неудата | Ожењен/Удата | Удовац/Удовица | Разведен/Разведена | Непознато |
| ------ | ------ | ---------------- | ------------ | -------------- | ------------------ | --------- |
| Мушки  | 193    | 41               | 133          | 19             | 0                  | 0         |
| Женски | 212    | 23               | 135          | 51             | 3                  | 0         |
| УКУПНО | 405    | 64               | 268          | 70             | 3                  | 0         |

| Пол    | Укупно                    | Пољопривреда, лов и шумарство | Рибарство                            | Вађење руде и камена | Прерађивачка индустрија       |
| ------ | ------------------------- | ----------------------------- | ------------------------------------ | -------------------- | ----------------------------- |
| Мушки  | 160                       | 101                           | 0                                    | 0                    | 37                            |
| Женски | 155                       | 121                           | 0                                    | 0                    | 26                            |
| УКУПНО | 315                       | 222                           | 0                                    | 0                    | 63                            |
| Пол    | Производња и снабдевање   | Грађевинарство                | Трговина                             | Хотели и ресторани   | Саобраћај, складиштење и везе |
| Мушки  | 0                         | 5                             | 2                                    | 0                    | 2                             |
| Женски | 0                         | 0                             | 1                                    | 1                    | 0                             |
| УКУПНО | 0                         | 5                             | 3                                    | 1                    | 2                             |
| Пол    | Финансијско посредовање   | Некретнине                    | Државна управа и одбрана             | Образовање           | Здравствени и социјални рад   |
| Мушки  | 0                         | 0                             | 3                                    | 5                    | 1                             |
| Женски | 0                         | 0                             | 0                                    | 4                    | 1                             |
| УКУПНО | 0                         | 0                             | 3                                    | 9                    | 2                             |
| Пол    | Остале услужне активности | Приватна домаћинства          | Екстериторијалне организације и тела | Непознато            | Непознато                     |
| Мушки  | 1                         | 0                             | 0                                    | 3                    | 3                             |
| Женски | 0                         | 0                             | 0                                    | 1                    | 1                             |
| УКУПНО | 1                         | 0                             | 0                                    | 4                    | 4                             |